# Doris Stump

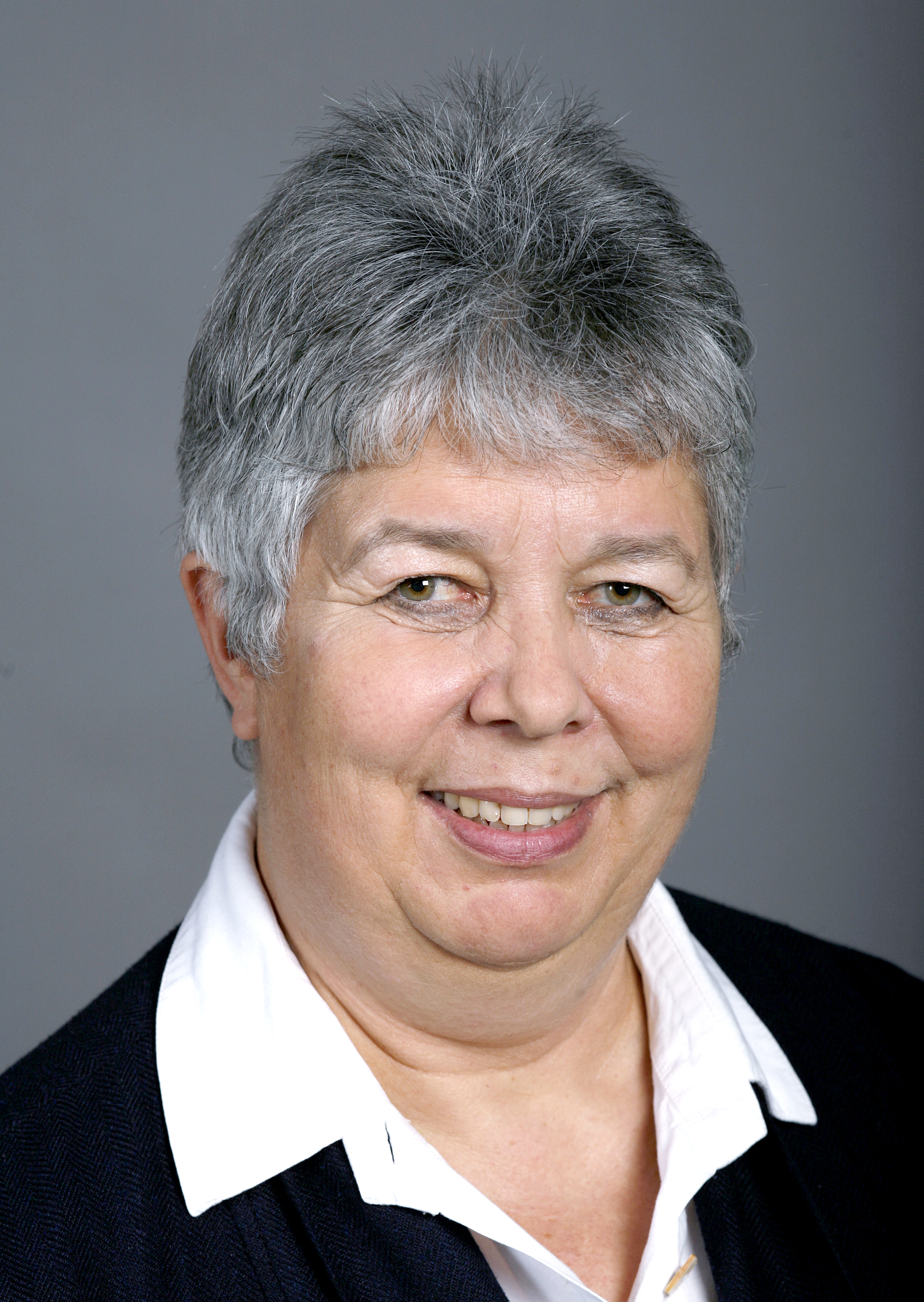
Doris Stump

Doris Stump (* 6. Februar 1950 in Zürich; heimatberechtigt in Flawil) ist eine Schweizer Germanistin und Anglistin, Lehrerin, Verlegerin und Politikerin (SP).

## Leben

### Ausbildung und Beruf
Doris Stump ist in Zürich und Brugg aufgewachsen. Nach der Matura hat sie von 1970 bis 1977 an der Universität Zürich und am Bryn Mawr College in Pennsylvania Germanistik und Anglistik studiert. Im Jahr 1984 promovierte sie über die Schweizer Frauenrechtskämpferin und Schriftstellerin Meta von Salis. Zwischen 1978 und 1991 arbeitete Stump als Lehrerin für Deutsch und Englisch an aargauischen Bezirks- und Kantonsschulen, etwa am Gymnasium in Wettingen. Im Schweizerischen Nationalfonds-Projekt zu Schweizer Schriftstellerinnen von 1700 bis 1945 wirkte sie massgeblich mit und gestaltete die Ausstellung «Und schrieb und schrieb wie ein Tiger aus dem Busch» mit. Heute ist sie Verlegerin von Beruf und leitet seit 2001 den 1988 gegründeten eFeF-Verlag. Als Verlegerin setzt sie sich für die Veröffentlichung von Ergebnissen der Geschlechterforschung ein. Sie fordert die Institutionalisierung von Frauen- und Geschlechterforschung an den schweizerischen Hochschulen sowie die Umsetzung der Erkenntnisse dieser Forschung in allen Bereichen unserer Gesellschaft, vor allem im Bildungswesen und im Recht. Stump wohnt in Wettingen.

### Politik
Doris Stump war von Juni 1987 bis Dezember 1989 Einwohnerrätin von Wettingen, danach bis 2005 Gemeinderätin.
Ab den Schweizer Parlamentswahlen 1995 war sie Mitglied des Nationalrats und gehörte dort der Kommission für Umwelt, Raumplanung und Energie, der Delegation beim Europarat und der Delegation bei der Interparlamentarischen Union an. Im Europarat war sie verantwortlich für zwei Berichte zu Stereotype Darstellungen von Frauen und Männern in den Medien und zu Pränatale Geschlechterselektion in Europa. Sie fordert ein Einschreiten gegen das gezielte Töten weiblicher Föten. Bei den Parlamentswahlen 2011 kandidierte sie nicht mehr.
Von Mai 2010 bis April 2015 amtete sie als Präsidentin der Aargauer Spitex und war damit für die Umsetzung der Pflegefinanzierung sowie die Umsetzung des Bildungskonzepts mitverantwortlich. Stump präsidierte auch zudem die Spitex ihres Wohnorts Wettingen, welche 2013 ihren Radius auf die Gemeinde Neuenhof ausweitete.

## Trivia
Mitte 2010 wurde ihr von schweizerischen und deutschen Boulevardblättern fälschlicherweise unterstellt, unter anderem für den Begriff das Elter statt Mutter und Vater im Sprachleitfaden der Berner Stadtverwaltung verantwortlich zu sein. Beim Sprachleitfaden der Stadt Bern ging es dagegen um Zebrastreifen. Stump reichte gegen die Unterstellung beim Schweizer Presserat Beschwerde ein, der in allen Punkten stattgegeben wurde.

## Schriften (Auswahl)
- Sie töten uns – nicht unsere Ideen: Meta von Salis-Marschlins, 1855–1929, Schweizer Schriftstellerin und Frauenrechtskämpferin. Paeda-Media-Genossenschaftsverlag, Thalwil/Zürich 1986, ISBN 3-7241-0040-X. (Dissertation, Universität Zürich, 1984.)
- als Hrsg.: Meta von Salis-Marschlins: Autobiografie „Aus meinem Leben“, Gedichte, feministische Schriften. Thalwil/Zürich 1988.
- «Nietzsche sprach von seinen geistigen Interessen …» Meta von Salis’ Begegnung mit Friedrich Nietzsche. In: David Marc Hoffmann (Hrsg.): Nietzsche und die Schweiz. Offizin, Zürich 1994, ISBN 3-907495-61-6, S. 96–101.
- mit Maya Widmer, Regula Wyss, unter Mitarbeit von Sabina Kubli: Deutschsprachige Schriftstellerinnen in der Schweiz 1700–1945. Eine Bibliographie. Limmat-Verlag, Zürich 1994, ISBN 3-85791-214-6.
- mit Madeleine Marti: Marie Walden, die Tochter von Jeremias Gotthelf, 1834–1890. In: Luise F. Pusch (Hrsg.): Töchter berühmter Männer (= Insel Taschenbuch. Band 979). Frankfurt a. M. 1988, S. 241–273.
- (Herausgabe und Nachwort zu:) Lina Bögli: Talofa: in zehn Tagen um die Welt. eFeF-Verlag, Zürich 1990, ISBN 3-905493-08-X.